# Hendrik van den Broeck
Hendrik van den Broeck (también conocido como Nicolas Hendrik, Henricus van Mechelen, Arrigo Fiammingo y Enrique Flamenco o Enrique de Malinas; Malinas,~ 1519– Roma, 28 de septiembre de 1597) fue un pintor flamenco del siglo XVI tardo-renacentista-manierista. No debe confundirse con Hendrick van Somer.

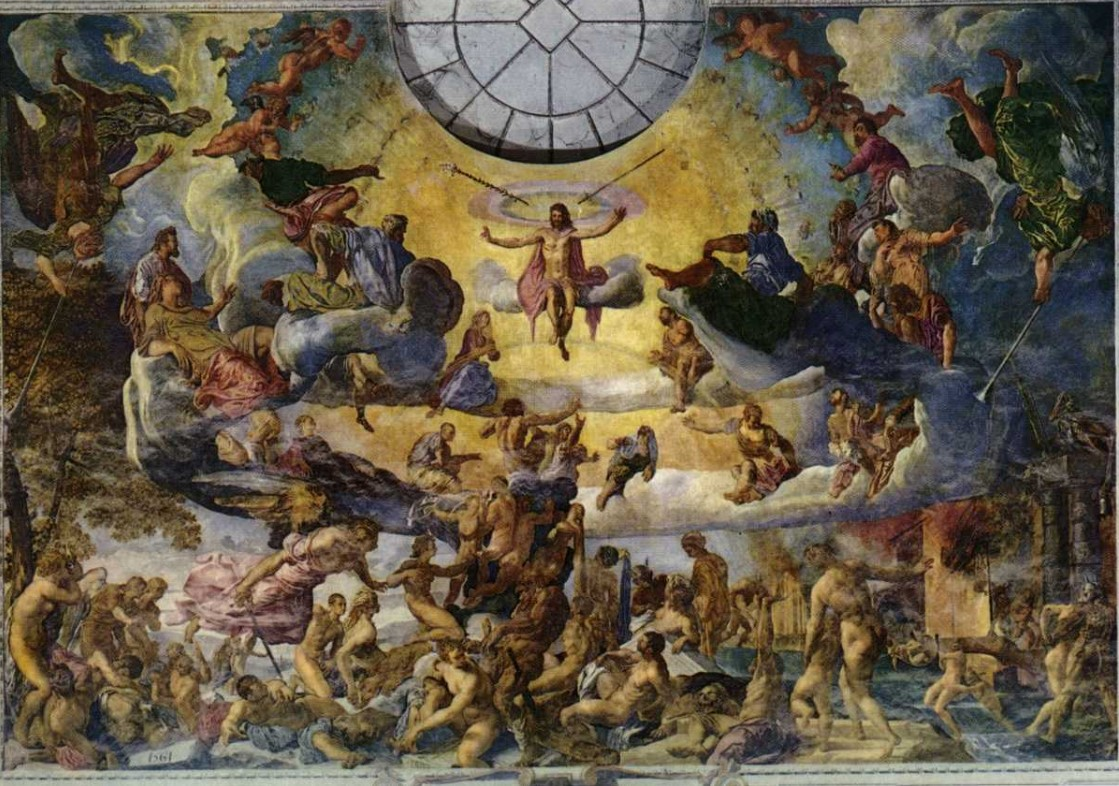
Hendrick van den Broeck, Pinturas del Juicio Final.

## Biografía
Era hermano del escultor Willem van den Broeck y del pintor Crispin van den Broeck. Su primer maestro fue probablemente su padre, y también fue discípulo de Frans Floris de Vriendt y estudió e impartió clase en la Accademia di San Luca. Participó en la decoración de la Capilla Sixtina o la Biblioteca Vaticana.
Viajó por Nápoles, Florencia, Umbría y Roma, y trabajó con Giorgio Vasari y Cesare Nebbia.
Fue un artista prolífico y polifacético que ejerció como pintor, pintor de frescos, pintor de vidrio y escultor. Es posible que se haya visto obligado por razones económicas a probar suerte en varias técnicas. Estas dificultades financieras probablemente también explican sus frecuentes mudanzas de una ciudad a otra en Italia. 
Trabajó en un estilo manierista influenciado por Miguel Ángel y la escuela veneciana. 
Fue comisionado en 1561 por Ranuccio Farnese, abad comendatario de la abadía de Farfa para pintar del Juicio Final.  Van den Broecke creó una gran pintura sobre lienzo sobre el tema, que fue influenciada por el tratamiento de Miguel Ángel del mismo tema en la Capilla Sixtina. 
Se casó con Antonia Dunan, que era de Borgoña.  Murió en Roma.  Su fecha de muerte, el 28 de septiembre de 1597, está registrada en los registros de la parroquia de San Roque en Roma. 